# عمر علي
اللواء الركن عمر علي العجيلي الملقب البيرقدار، ضابط عسكري عراقي، وقائد القوات العراقية في حرب فلسطين عام 1948.

## ولادته ونشأته
ولد في كركوك عام 1910م، من أسرة البيرقدار التركمانية.

## خدماته العسكرية
بعد انهاء دراسته الثانوية التحق بالكلية العسكرية في بغداد فتخرج فيها ملازما ثانيا في أيلول 1928م، ثم انتمى بعد ذلك إلى كلية الاركان وتدرج في مراتب الجيش حتى أصبح عقيد ركن عام 1946م.
قاد قطعات من الجيش العراقي لانهاء انتفاضة مصطفى البارزاني في شمال العراق وشارك في القضاء على ثورة بارزان الثانية.
شارك في حرب فلسطين عام 1948 وكان قائدا لأحدى ألوية الجيش العراقي المتكون من 822 ضابطا وجنديا علئ جبهة جنين في فلسطين.
بعد عودة الجيش العراقي من فلسطين عام 1949م، أصبح القائد عمر علي آمرا للكلية العسكرية ثم رفع إلى رتبة زعيم ركن (عميد ركن)، كما عهد إليه منصب متصرف لواء السليمانية بالوكالة حتى عام 1954م،
ثم رفع إلى رتبة لواء ركن ليكون قائدا للفرقة العسكرية الأولى، وكان مقرها في محافظة الديوانية حتى قيام حركة تموز 1958.

## دوره في حرب فلسطين
دفع الشعب العراقي بحكومته رغم انها كانت تحت النفوذ البريطاني لارسال الجيش العراقي الذي ودعه هذا الشعب، وهو يغادر بأبنائه للدفاع عن فلسطين وأهلها. وكانت القوات العراقية بقيادة نور الدين محمود، وأنيطت باللواء الذي يقوده عمر علي الدفاع عن المثلث العربي الفلسطيني المتكون من (جنين- نابلس- طولكرم)
ففي عام 1948م شن اليهود هجوما واسعا على مدينة جنين واحتلوها ودار قتال عنيف في شوارعها بعد أن أحكم اليهود الحصار عليها وقطعوا الاتصال بينها وبين مدينة نابلس.
حاصر اليهود السرايا – مركز البوليس الواقع على طريق حيفا حصارا محكما لوجود مناضلين ومقاتلين من البوليس الفلسطيني، وبدأوا بقصفه بمدافع الهاون وقد دبت الفوضى في المدينة التي كانت بحكم الساقطة عسكريا في أيدي اليهود. وكان اللواء العراقي بقيادة عمر علي يتحرك من مدينة نابلس إلى غرب فلسطين إلى مدينة طولكرم ومن ثم يتمركز في مدينة قلقيلية وكفر قاسم شرقي مدينة تل أبيب. وعند مفرق دير شرف التقط اللواء الركن عمر علي قائد اللواء استغاثة المحاصرين لاسلكيا يطلبون النجدة. فما كان منه إلا ان حول اتجاه اللواء إلى جهة الشمال نحو جنين بدل ان يتجه غربا نحو طولكرم بدون الرجوع للقيادة العراقية فجنين تعد أهم من طولكرم لأنها أكبر بكثير ففي ذاك الوقت جنين كانت من المدن كبيرة في فلسطين حيث كان يعيش بها حوالي 35000 فلسطيني بينما طولكرم كانت مدينة صغيرة لا يتعدى سكانها 9000. وقد اندفعت قوات هذا اللواء إلى جنين واتخذوا لهم نقطة عسكرية في سهل قباطية في منطقة بئر جنزور.
ودخل اللواء المعركة في 20 حزيران/يونيو 1948 دون ان يجهز بخريطة عسكرية تعبوية للمنطقة، وكان الوقت ليلا، وقد خاضها اللواء العراقي معركة حاسمة حرر فيها مدينة جنين من اليهود وقد اذهلت نتيجة المعركة الجميع كيف أن جيشا تعداده 822 مقاتل استطاع دحر قوة من عشرة الاف مقاتل من الصهاينة بكامل عتادها وعدتها، وحررت المدينة وطردت المنظمات الصهيونية منها وعلى رأسها منظمة «الهاجانا» اثر معارك شرسة، ودخل الجيش العراقي المدينة بعد ان فقد ثلاثين شهيدا عراقيا (تقع مقبرة شهداء الجيش العراقي في إحدى قرى جنين وهي جنزور -مثلث الشهداء- شمال قباطية). كما وصلت بعد ذلك تعزيزات أخرى الئ جبهة جنين من يعبد عندما ارسل النقيب خليل جاسم قائد القطاع الغربي لوادي عارة جميع قواته المرابطة إلى هناك. وقد امر اللواء الركن عمر علي بالتوجه إلى تل ابيب مقر الحكومة الصهيونية لاحتلاله حيث اندفع قسم من قوات اللواء نحو عاصمة الصهاينة لكن اوقف بامر القيادة العراقية بعذر انتظار تكامل الجيش العراقي للدخول إلى فلسطين.
تالفت القوات العراقية التي دخلت جنين يوم 15 حزيران/يونيو من لواء مدرع يقوده اللواء الركن عمر علي.
وقد قدرت قوات الجيش العراقي عام 1948 بـحوالي 35 الف مقاتل موزعة على ثلاث فرق وقوته الجوية كانت تتالف من 100 طائرة بالأضافة إلى قوات الشرطة وعددها 20 ألف عنصر. أما أسلحته فكانت من التسليح البريطاني. وقد أرسل العراق بمعظم قوة الجيش العراقي في معركة تحرير فلسطين لأنقاذ اهلها وحماية الأماكن المقدسة.
كما ساند الجيش العراقي الجيش الأردني فقام بتحركات على محور نتانيا - طولكرم بهدف تخفيف ضغط اليهود على الجيش الأردني.
يذكر المؤرخ صادق الجميلي قائلا: ((عندما تمت الهدنة وجاءت الأوامر إلى اللواء الركن عمر علي بتبادل الأسرى والقتلى كان من بين القتلى الصهاينة ابنة بن غوريون مؤسس الكيان الصهيوني، وأول رئيس له فأرسل من يطلب تسلم جثة ابنته من دون ان يطالب بجثث مئات الصهاينة الذين قتلوا معها في معركة جنين، لكن القائد عمر علي اصر على إذلال هذا القائد الصهيوني وطلب منه ان ياتي بنفسه لتسلم جثة ابنته القتيلة، وان ينحني للقائد العراقي، كما فرض على الصهاينة الأنسحاب مسافة 12 كيلو متر عن جنين، وهذا الأنسحاب هو الذي مكن الجيش العراقي من الوصول إلى مشارف تل ابيب، فاستجاب بن غوريون لهذين الشرطين صاغرا وتسلم جثة ابنته.
وقد اقام اهالي جنين احتفالا للجيش العراقي وقائد اللواء الركن عمر علي حتى ان مفتي جنين السيد اديب الخالدي صرح امام قائد اللواء لولا الجيش العراقي لكنا تحت التراب.
ومما يروى عن دوره في حرب فلسطين، أنه حاصر 4000 مقاتل من القوات الصهيونية مدينة جنين في 3 يونيو 1948 في محاولة للاستيلاء عليها فأتى عمر العلي على رأس قوة من 500 جندي عراقي و 100 من المجاهدين الفلسطينيين وبعد قتال شرس خارج وداخل المدينة استطاع فك الحصار وتحرير المدينة في اليوم التالي وبقيت تحت الحكم الأردني حتى احتلالها عام 1967.

## موقفه من ثورة 14 تموز 1958
تميز موقفه برفض تلك الثورة، فحرك بعض قطعات الفرقة الأولى للتحرك إلى بغداد لإسقاطها. فاتصل بالزعيم الركن عبد الكريم قاسم الذي بين للواء الركن عمر علي استعداده لمقابلته في وزارة الدفاع لشرح الظروف التي دعت لقيام الثورة، استجاب اللواء الركن عمر علي لطلب الزعيم عبد الكريم قاسم وتوجه من الديوانية إلى بغداد وعند وصوله إلى مقر الوزارة في الباب المعظم وقبل دخوله امر العقيد الركن عبد السلام محمد عارف بالقاء القبض عليه وايداعه في السجن العام قبل لقائه بالزعيم عبد الكريم قاسم.
وقد بعث عمر علي برسالة إلى الزعيم قاسم طالبا مقابلته وقد ارسل الزعيم الركن عبد الكريم قاسم الرائد الركن صبحي عبد الحميد موفدا من قبله ليستمع إلى اقوال عمر علي.
يذكر فيصل حسون بكتابه (شهادات في هوامش التاريخ) فيقول كانت لدى عمر علي مذكرة مكتوبة يدعو فيها إلى اقامة مجلس استشاري يضم رجال الفكر ووجوه البلاد يتاح لهم الإسهام في إدارة الشؤون العامة للبلاد. كما كانت له دعوة للزعيم قاسم للحذر من المد الشيوعي وفي تلك الفترة كان قاسم قد استجاب لرغبة الملا مصطفى البارزاني في العودة للعراق، يذكر فيصل حسون ولأن اللواء عمر علي التركماني هو القائد الوحيد الذي استطاع ان ينهي حركة البارزاني في حركات الشمال عام 1943 فانه خشي ان (تعود ريمه لعادتها القديمة) لذلك طلب من صبحي عبد الحميد مبعوث قاسم اليه ان يحذر عبد الكريم من عودة البارزاني للعراق لئلا يتعرض استقرار البلاد للخطر من جديد.
رفض عبد الكريم قاسم مقترحات عمر علي وقدمه إلى محكمة المهداوي وحكم عليه بالسجن لمقاومته ثورة 14/تموز/1958 ثم عفا عنه واطلق سراحه سنة 1961 .

## وفاته
اعتكف في داره بعد العفو عنه واطلاق سراحه عام 1962م، حتى خروجه من العراق إلى لبنان واثناء عودته من بيروت توفى في حادث سيارة قرب بلدة الرطبة في شهر أيلول من عام 1974م، وجرى له تشييع عسكري ببغداد.